# شبکه تلویزیونی گلوبال
شبکه تلویزیونی گلوبال (انگلیسی: Global Television Network) شناخته‌شده با نام گلوبال، یک شبکه تلویزیونی خصوصی کانادایی است. این شبکه انگلیسی‌زبان است . گلوبال دومین شبکه پرطرفدار در کانادا بعد از سی‌تی‌وی است و ۱۵ ایستگاه محلی در سراسر این کشور دارد. این شبکه متعلق به جیمز رابرت شاو و خانواده اوست. گلوبال در سال ۱۹۷۴ در تورنتو در انتاریوی جنوبی به عنوان یک شبکه محلی پایه‌گذاری‌شد و عرضه سراسری آن در سال ۱۹۹۷ صورت گرفت. 